# Chapelle funéraire Montour-Malhiot
La chapelle funéraire Montour-Malhiot est un monument funéraire néo-gothique situé dans le cimetière adjacent à l'église la Visitation-de-la-Sainte-Vierge de Pointe-du-Lac, à Trois-Rivières au Québec (Canada). Construite entre 1865 et 1870, elle a été bâtie comme lieu d'inhumation pour les seigneurs Nicholas Montour (1756-1808) et Charles-Christophe Malhiot (1808-1874). Elle a été citée Immeuble patrimonial par la Ville de Trois-Rivières en 2007.